# غادة عون
غادة عون هي قاضية لبنانية والنائبة العامة الإستئنافية في جبل لبنان. بينما يراها البعض بارزة وغير قابلة للإفساد، يتهمها الآخرون بالانحياز إلى رئيس التيار الوطني الحر ميشال عون، الذي تربطها به صلة عائلية.

## قضايا
اتهام مدير قوى الأمن الداخلي
في 2019، ادعت عون على قوى الأمن الداخلي عماد عثمان، العميد حسين صالح، وضباط آخرين بتهمة الفساد.
اتهام نجيب ميقاتي بمكاسب غير مشروعة
اتُهم رئيس الوزراء السابق الملياردار نجيب ميقاتي بالحصول على قروض إسكان مدعومة بشكل غير قانوني، التي يجب أن تُمنح فقط للمواطنين الذين لا يستطيعون شراء منازل. وشملت التهم أيضًا ابنه وشقيقه، بالإضافة إلى بنك عودة. تمت إحالة المتهمين إلى قاضي التحقيق في بيروت.
غادة عون تحت إجراء تأديبي
بعد أسبوع من قضية نجيب ميقاتي، واجهت القاضية عون «إجراءات تأديبية» من قبل المدعي العام للدولة غسان عويدات الذي حث الأجهزة الأمنية على التوقف عن إحالة القضايا إلى عون، فأجابت عوت: «لا يريدونني أن أكمل التحقيقات. يريدون استمرار السرقات».
منع هادي حبيش من مزاولة مهنة المحاماة لمدة ثلاثة أشهر
في عام 2019، أمرت عون بالقبض على هدى سلوم، مديرة إدارة المرور والمركبات (النافعة)، وهي قريبة النائب والمحامي هادي حبيش، الذي اتهم بدوره عون بالفساد. انتشر مقطع فيديو لحبيش أثناء اقتحام مكتب القاضية وتهديدها. منع قاضي التحقيق في بيروت أسعد بيرم النائب من مزاولة مهنة المحاماة أو دخول قصر العدل لمدة 3 أشهر.
رياض سلامة متهم بخيانة الأمانة
في عام 2021، اتهمت عون حاكم مصرف لبنان رياض سلامة بالإهمال الوظيفي وخيانة الأمانة وتتعلق التهم بإدارة سلامة للدولار المدعوم.